# Tarashcha
Tarashcha (en ucraniano: Тараща), a veces transcrito como Tarascha, es una ciudad ucraniana perteneciente al óblast de Kiev. Situado en el centro del país, forma parte del raión de Bila Tserkva y centro del municipio (hromada) de Tarashcha.

## Geografía
Tarashcha se encuentra a orillas del río Kotlui, 115 km al suroeste de Kiev.

## Historia
Tarascha es una ciudad histórica de los cosacos desde el siglo XVII, fundada en 1709, cuando el área estaba bajo control de la mancomunidad de Polonia-Lituania. En 1791, el asentamiento fue retirado de la propiedad privada y en 1800 se convirtió en una ciudad del uyezd de Tarashcha en la gobernación de Kiev del Imperio ruso.
En la guerra civil rusa, Tarashcha se vio gravemente afectada por los pogromos de 1918 y 1919 perpetrados por el Ejército Popular de Ucrania de Petliura y el Ejército Blanco de Denikin. 
El 20 de octubre de 1930 se inició aquí la publicación de un periódico regional.Durante el Holodomor (1932-1933), según los registros del libro de registro de defunciones superviviente, 709 residentes murieron en la ciudad.
Hasta mediados del siglo XX, la ciudad tuvo una importante comunidad judía, teniendo el estatus de shtetl, hasta que fue Tarashcha fue ocupada por el ejército alemán el 23 de julio de 1941 en la Segunda Guerra Mundial. Los judíos fueron obligados a llevar brazaletes con la estrella de David, no se les permitió comprar alimentos y se les relegó a trabajos forzados. Posteriormente, se estableció un gueto en la calle Tarasha. Las ejecuciones de la población judía fueron llevadas a cabo por las fuerzas de seguridad alemanas, la División Viking del destacamento del Einsatzgruppe, en cooperación con el Einsatzkommando 5 y la policía local. La ejecución de judíos comenzó desde los primeros días de la ocupación alemana. Se llevaron a cabo varias ejecuciones. Las principales acciones tuvieron lugar en agosto de 1941, con 400 víctimas judías; el 10 de septiembre de 1941, durante el cual fueron asesinados varios cientos de judíos; mientras que el 9 de noviembre de 1941 el gueto fue liquidado. En total, hasta 1.000 judíos fueron exterminados en Tarashcha entre agosto y noviembre de 1941.Tarashcha fue recuperado por el Ejército Rojo el 5 de enero de 1944.
Tarashcha obtuvo el estatus de ciudad en 1957.
La ciudad se hizo conocida en 2000 como el lugar del entierro clandestino y posterior recuperación de Heorhi Gongadze, un periodista ucraniano secuestrado y asesinado. Además, el raión de Tarashcha está estrechamente relacionada con el político ucraniano Oleksandr Moroz, pues él nació y comenzó su carrera aquí y luego fue elegido miembro del parlamento ucraniano por el distrito electoral local. 
Hasta el 18 de julio de 2020, Tarashcha era el centro del raión de Tarashcha. El raión se abolió en julio de 2020 como parte de la reforma administrativa de Ucrania, que redujo el número de rayones del óblast de Kiev a seis. El área de raión de Tarashcha se fusionó con el raión de Bila Tserkva.

## Demografía
La evolución de la población de Tarashcha entre 1897 y 2022 fue la siguiente:
| 11 259                                                        | 10 992 | 10 628 | 9 608 | 12 058 | 13 380 | 14 340 | 13 452 | 11 572 | 11 410 | 5996 | 9689 |
| (Fuente: Cities & Towns of Ukraine y UKRAINE: Größere Städte) |        |        |       |        |        |        |        |        |        |      |      |

Según el censo de 2001, el 96,94% de la población son ucranianos y el 2,35% son rusos. En cuanto al idioma, la lengua materna de la mayoría de los habitantes, el 97,38%, es el ucraniano; del 2,24% es el ruso.
En el censo de 1897, el 49,74% de la población eran ucranianos, el 43,57% eran judíos, el 5,11% eran rusos y el 1,17%, polacos.

## Economía
Tarashcha es el centro distrital de un gran distrito agrícola. Desde mediados de la década de 1950, se han ubicado en la ciudad varias empresas poderosas para la reparación y el mantenimiento de máquinas agrícolas, automóviles y tractores de las granjas de la región. Tarashcha era uno de los centros de piscifactorias más grandes del óblast de Kiev. 

## Personas importantes
- Agapius Honcharenko (1832-1916): cura ortodoxo y exiliado ucraniano.
- Boris Thomashefsky (1868-1939): cantante y actor judeo-americano, una de las mayores estrellas del teatro en yidis.
- Volodímir Sikevich (1870-1952): general de brigada de Ejército Popular de Ucrania.
- Moïse Haissinski (1898-1976): químico francés de origen ucraniano.
- Anatoli Aleksándrov (1903-1994): físico soviético y director del Instituto Kurchátov, presidente de la Academia de Ciencias de la URSS.
- Vladímir Mijáilovich Yúrovski (1915-1972): compositor de música de cine soviético ucraniano.
- Valeri Sushkevich (1954): político y diputado ucraniano.

## Galería

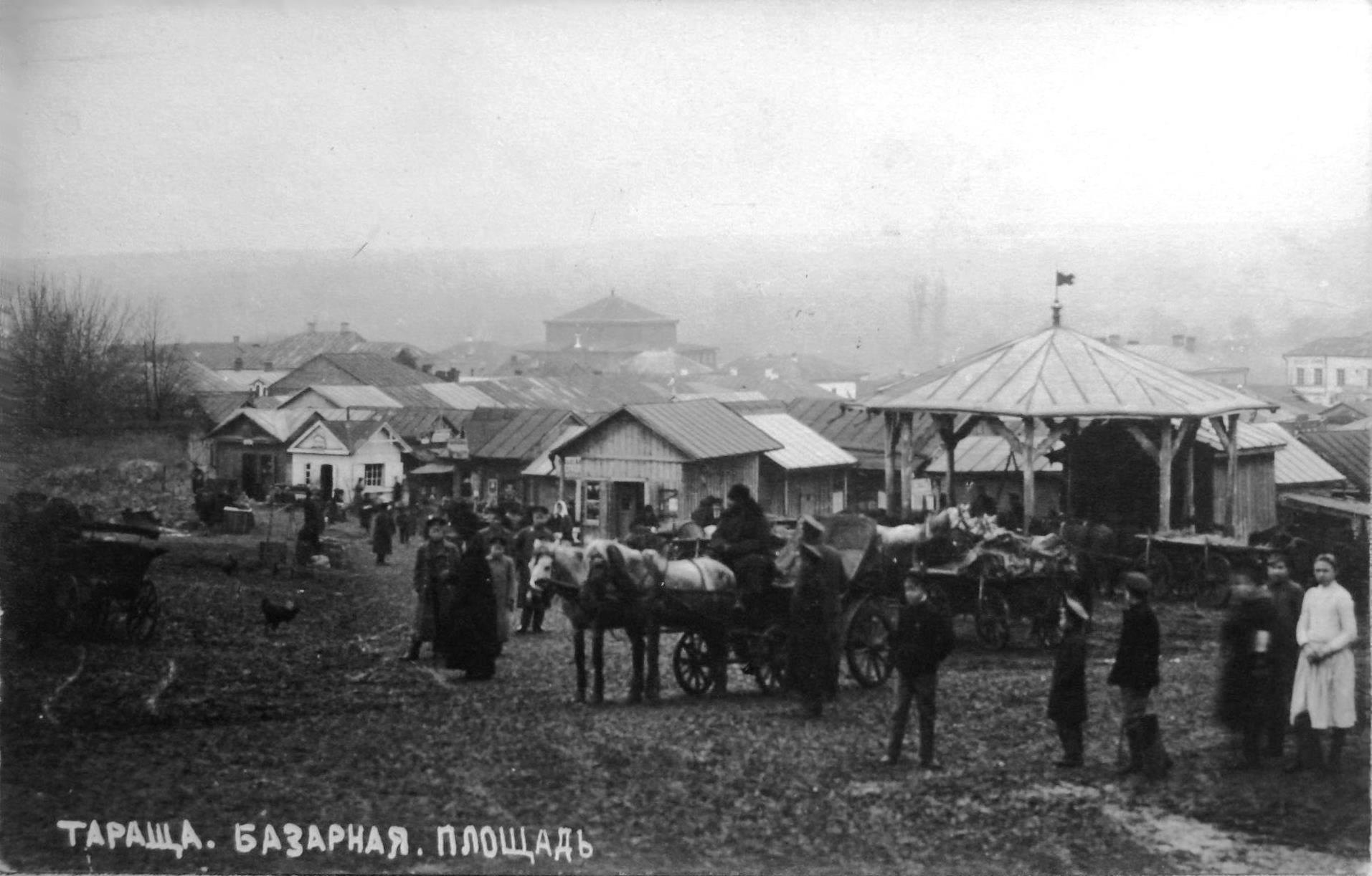
Postal de Tarashcha antes de 1917
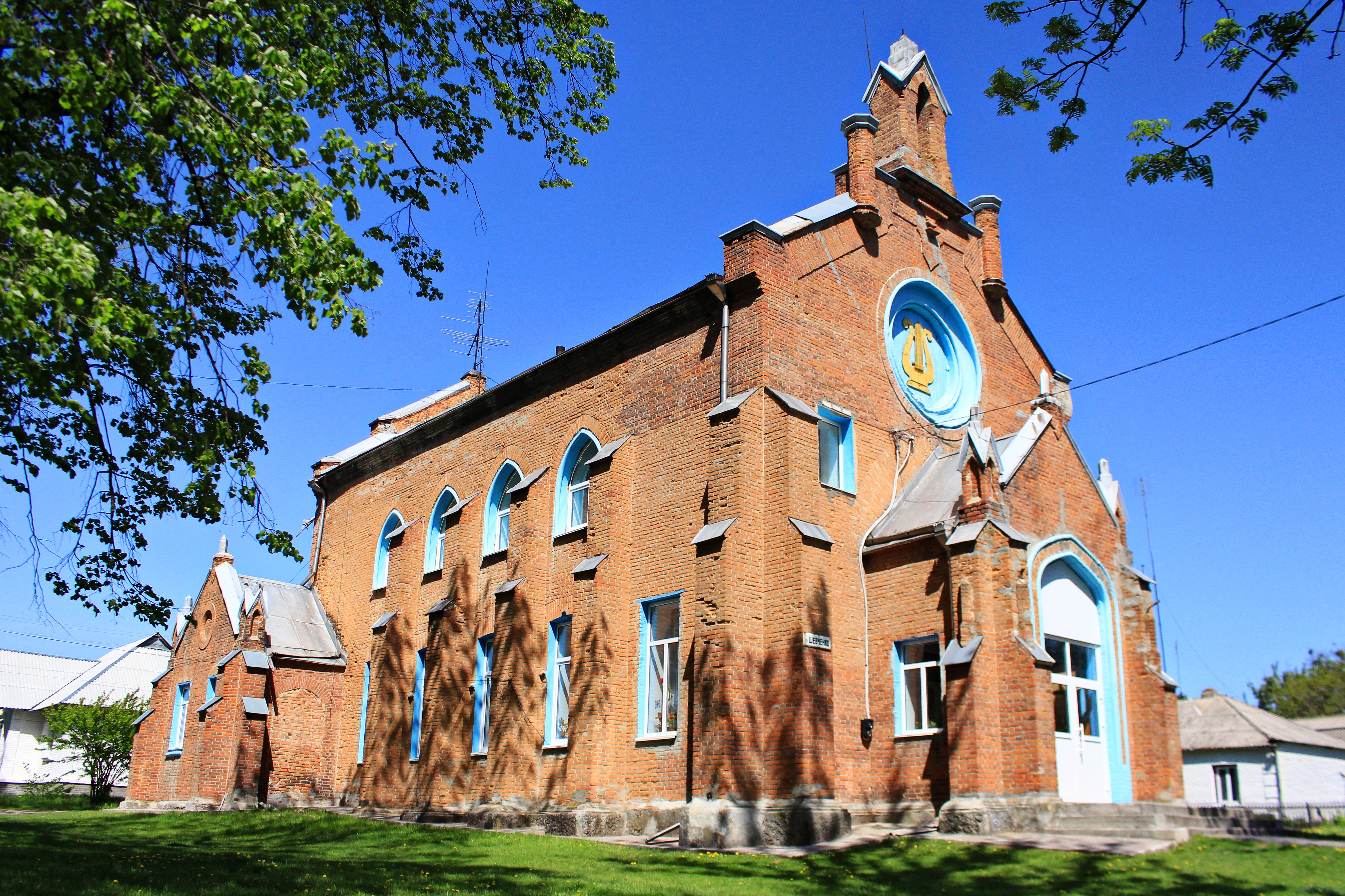
Antigua iglesia (hoy escuela de música)
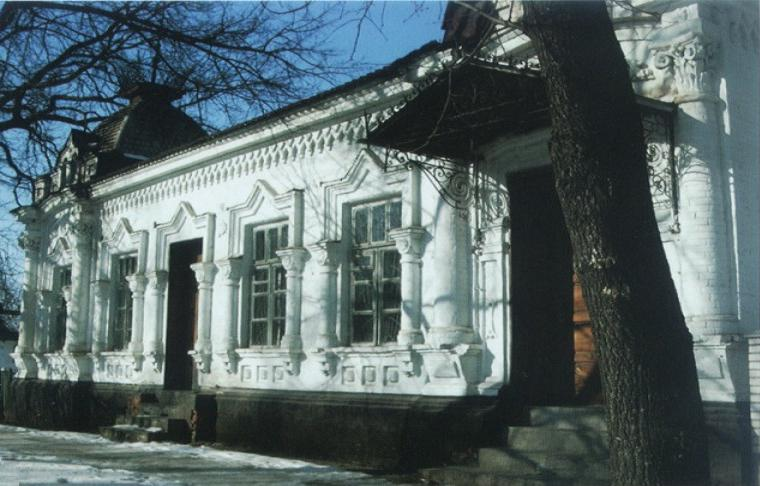
Edificio administrativo del antiguo raión de Tarashcha
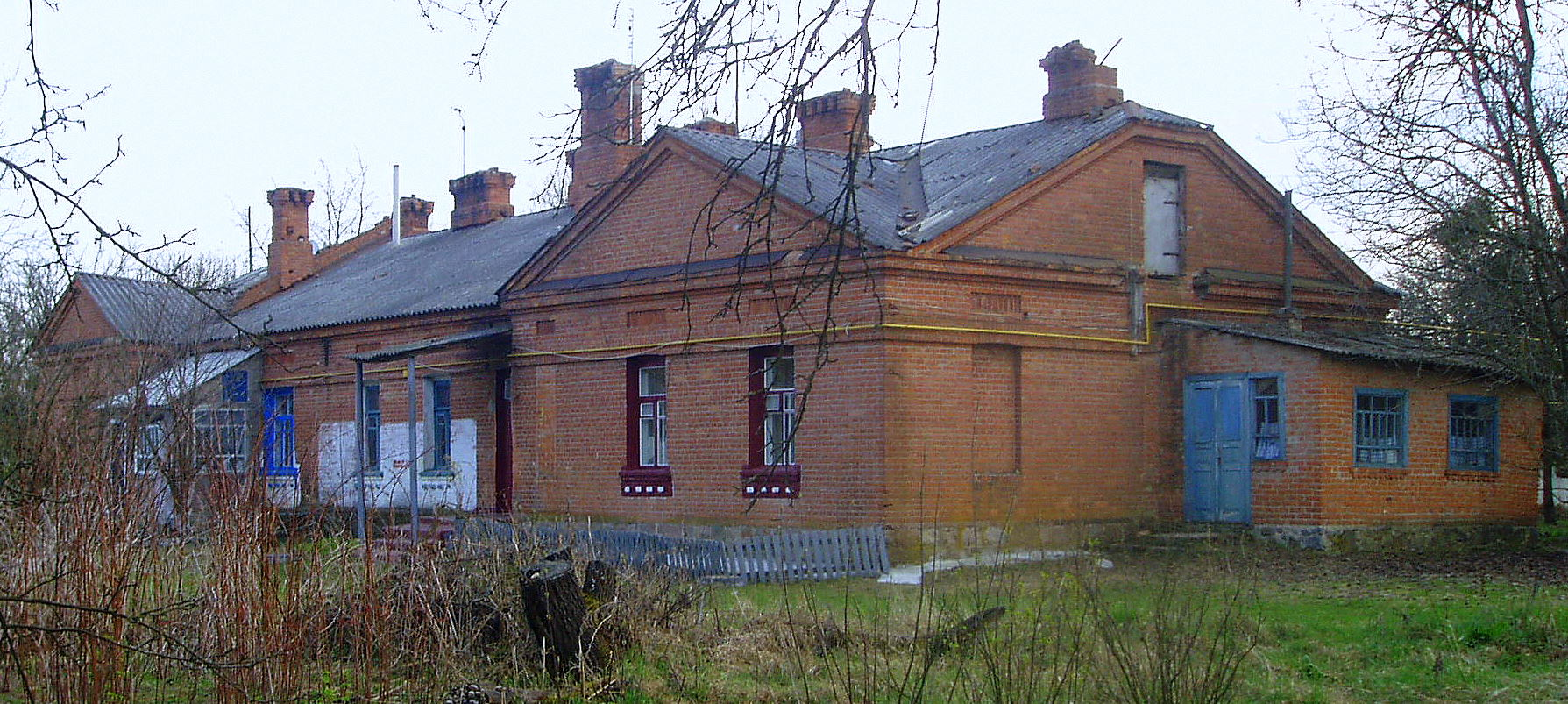
Casas en Tarashcha